# Leucotmemis latilinea
Leucotmemis latilinea är en fjärilsart som beskrevs av Walker 1854. Leucotmemis latilinea ingår i släktet Leucotmemis och familjen björnspinnare. Inga underarter finns listade i Catalogue of Life.